# Hontschary
Hontschary (ukrainisch Гончари; russisch Гончары Gontschary, polnisch Gańczary) ist ein Dorf in der westukrainischen Oblast Lwiw mit etwa 320 Einwohnern.

## Geschichte
Das Dorf wurde im Jahr 1445 als Garnczari villa urkundlich erwähnt. Der Ortsname bedeutet wörtlich Töpfer. Im Kriegsregister des Jahres 1515 wurde Garczary als ein von Tataren zerstörtes Dorf bezeichnet.
Das Dorf gehörte zur Adelsrepublik Polen-Litauen, Woiwodschaft Ruthenien, Lemberger Land. Bei der Ersten Teilung Polens kam das Dorf 1772 zum neuen Königreich Galizien und Lodomerien des habsburgischen Kaiserreichs (ab 1804).
Das Dorf gehörte zur geschlossenen polnischen Sprachinsel von Lemberg. Im Jahr 1900 hatte die Gemeinde Gańczary 48 Häuser mit 289 Einwohnern, davon waren alle polnischsprachig, 263 waren römisch-katholisch, 21 griechisch-katholisch, 5 waren Juden.
Nach dem Ende des Polnisch-Ukrainischen Kriegs 1919 kam Hontschary zu Polen. Im Jahre 1921 hatte die Gemeinde Gańczary 68 Häuser mit 344 Einwohnern, davon waren alle Polen, 333 waren römisch-katholisch, 8 griechisch-katholisch, es gab 3 Juden (Religion).
Im Zweiten Weltkrieg gehörte es zuerst zur Sowjetunion und ab 1941 zum Generalgouvernement, ab 1945 wieder zur Sowjetunion, heute zur Ukraine.
Am 22. August 2016 wurde das Dorf ein Teil neu gegründeten Landgemeinde Dawydiw, bis dahin war es ein Teil der Landratsgemeinde Wynnytschky im Rajon Pustomyty.
Am 17. Juli 2020 wurde der Ort Teil des Rajons Lwiw.

## Weblinks

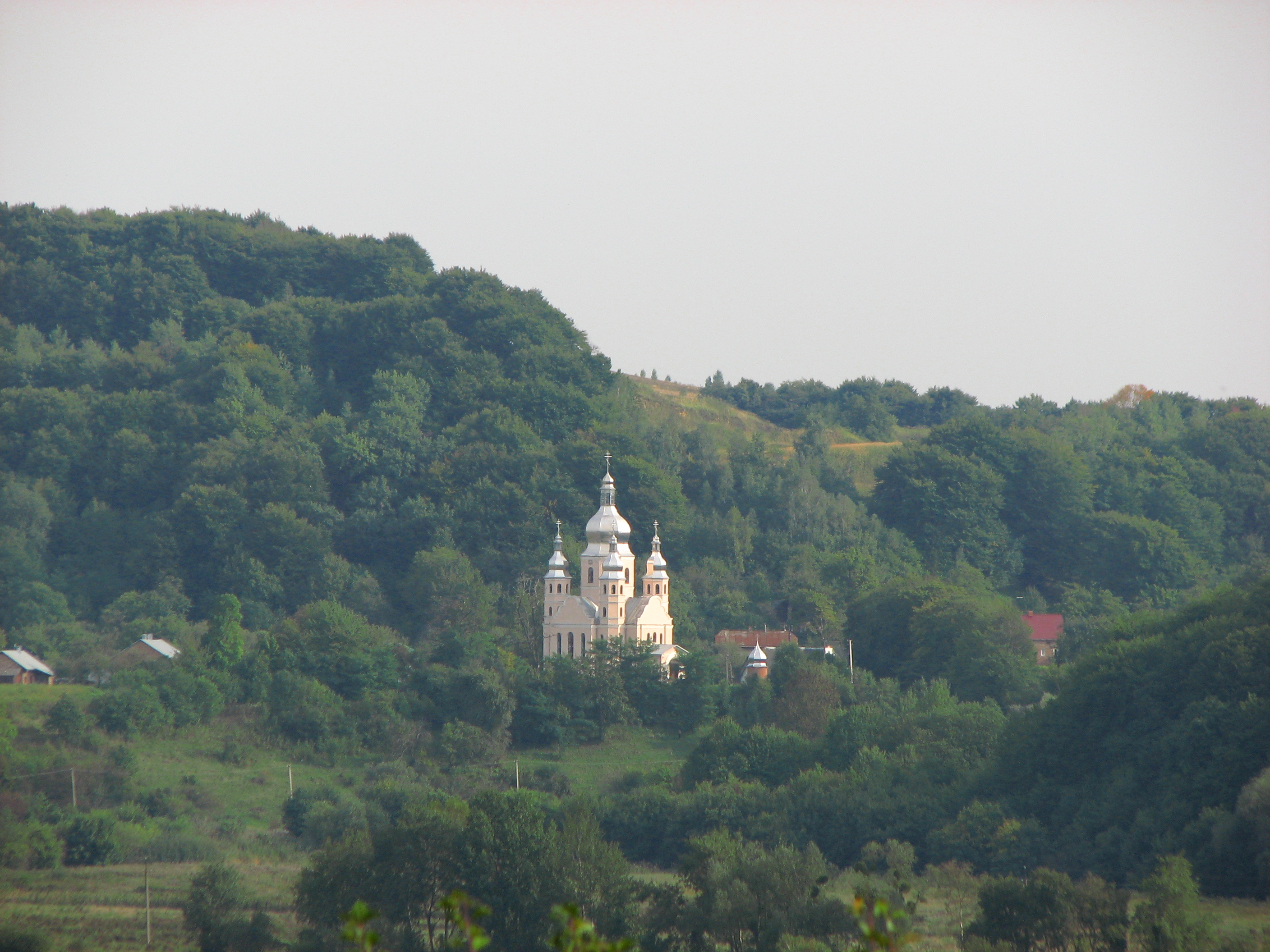
Blick auf die moderne orthodoxe Kirche